# ゴーラクシャ・ラージャ・ラクシュミー・デビー
ゴーラクシャ・ラージャ・ラクシュミー・デビー（Gorakshya Rajya Lakshmi Devi, 1798年頃 - 1816年12月16日）は、ネパール王国の君主ギルバン・ユッダ・ビクラム・シャハの王妃。

## 生涯
時期は不明ながら、ネパール王ギルバン・ユッダ・ビクラム・シャハと結婚した。
その後、王との間にはラジェンドラ・ビクラム・シャハをもうけた。
1816年11月20日、天然痘により、パシュパティナートで死去した。